# Zyzyxia
Zyzyxia es un género monotípico de plantas fanerógamas perteneciente a la familia de las asteráceas. Su única especie, Zyzyxia lundellii, es originaria de Belice. Guatemala y México.

## Taxonomía
Zyzyxia lundellii fue descrita por (H.Rob.)  Strother y publicado en Systematic Botany Monographs 33: 93. 1991.
Sinonimia
- Lasianthaea lundellii (H.Rob.) B.L.Turner
- Oyedaea lundellii H.Rob. basónimo[3]